# Мразович, Карло
Карло Мразович (сербохорв. Карло Мразовић, Karlo Mrazović, 26 октября 1902, Мурско-Средишче, Австро-Венгрия — 23 сентября 1987, Загреб, СФРЮ) — югославский военный и политический деятель, участник Венгерской революции, Гражданской войны в Испании и Народно-освободительной борьбы Югославии; генерал-лейтенант, Народный герой Югославии. В 1949—1952 годах занимал пост председателя Президиума Сабора Социалистической Республики Хорватии.

## Биография
Родился в городке Мурско-Средишче недалеко от Чаковца в семье железнодорожного рабочего. Он был одним из семерых детей в семье. Решив во что бы то ни стало получить образование, он нанялся работать с 11 лет, и при этом окончил шесть классов начальной школы и четыре класса средней.

### Венгерская революция 1919 года
На политическую ориентацию молодого Карло Мразовича оказала влияние Октябрьская революция в России и революционные события в Венгрии. Он примкнул к рабочему коммунистическому движению. После образования Королевства сербов, хорватов и словенцев Мразович вступил в Меджимурский легион, а когда образовалась Венгерская Советская Республика, вместе с товарищами вступил в ряды венгерской Красной армии. Однако, после падения правительства Бела Куна он вернулся на родину, где был арестован и осуждён военным судом. Сбежав из тюрьмы Мразович вновь отправляется в Венгрию, где работает нелегально несколько месяцев. Из-за провала в марте 1920 года ему вновь пришлось бежать и нелегально вернуться в Югославию.

### Подпольная работа
В Венгерской Красной армии Мразович был зарегистрирован под фамилией Цофек, под этой же фамилией он проходил в военном суде Загреба. Под другой фамилией он смог легально устроиться на работу; работал в шахте и на мельнице, прошёл военную службу, после чего стал работать в Загребе. Там Мразович вступает в рабочее движение и в 1924 году становится членом Центральное правительства работников пищевой промышленности и торговли Югославии. Будучи уже широко известным революционером и профсоюзным лидером, в 1927 году он по предложению Йосипа Дебеляка был принят в Коммунистическую партию Югославии.
Во время Диктатуры 6 января Мразовичу грозил арест и по решению ЦК партии он эмигрировал в СССР. Там он смог уделить время образованию, поступил в Коммунистический университет национальных меньшинств Запада на факультет общественных наук и с отличием окончил его в 1932 году. Как аспирант философского факультета он некоторое время работал в аппарате Коминтерна и до 1936 года был руководителем югославского отдела университета.

### Гражданская война в Испании
С началом Гражданской войны в Испании в 1936 году Мразович добровольцем отправился на Пиринеи и вступил в интернациональную бригаду. Там он стал командиром роты. Вскоре он был тяжело ранен и госпитализирован. Потом он с Благое Паровичем был назначен редактором газеты «Димитровац» и членом редакции радиостанции Мадрида.
В январе 1939 года Мразович нелегально вернулся на родину. Там он предстал перед судом за революционную деятельность, но был оправдан из-за недостаточности улик. Будучи изгнанным из Загреба, он на короткое время вернулся в родной город, где занимался укреплением рабочего движения в Меджимурье, но вскоре вновь вернулся в Загреб и руководил Комитетом помощи югославским бойцам, сражавшимся в Испании и находящимся во французских концлагерях. После подписания соглашения Цветковича — Мачека Мразович с большой группой партийных руководителей был заключён в тюрьму в Лепоглаве. Мразович был освобождён весной 1940 года. В августе того же года он стал делегатом Первой конференции Коммунистической партии Хорватии, вступил в новоизбранный ЦК как член Политбюро, а в октябре принял участие в Пятой конференции Коммунистической партии Югославии в Загребском районе Дубрава.

### Народно-освободительная борьба
После оккупации Югославии Мразович использовал свой двадцатилетний опыт революционной деятельности для организации восстания в Хорватии. Он стал первым командиром Первого славонского партизанского отряда, политическим комиссаром Третьего оперативного района и членом Главного штаба Народно-освободительной армии и партизанских отрядов Хорватии.
Как бывший сотрудник «Серпа и молота», «Димитровца» и «Вестника», с 1942 года Мразович руководил агитационно-пропагандистским отделом Центрального комитета Коммунистической партии Хорватии. Особое внимание уделялось созданию Народно-освободительных комитетов и установлению народной власти. Мразович был выбран членом высших представительных органов новой власти — Антифашистского вече народного освобождения Хорватии и Президиума Земельного антифашистского вече народного освобождения Югославии.

### Послевоенная карьера
После освобождения Югославии с 1945 по 1962 год был членом Скупщины Хорватии и Союзной скупщины Югославии. В 1947—1948 годах работал послом Югославии в Венгрии, а с 1948 по 1949 год — в СССР. После смерти Владимира Назора с октября 1949 года по 1952 год он был председателем ПрезидиумаСабора Социалистической Республики Хорватии. В 1952—1953 годах вновь был назначен послом, на этот раз — в Мексику, где установил дипломатические отношения с Кубой, Гондурасом, Коста-Рикой и Панамой. В 1953—1963 годах занимал пост заместителя председателя Сабора Хорватии. В то же время он был членом Союзного комитета Социалистического союза трудового народа Югославии и Главного комитета Социалистического союза трудового народа Хорватии, а также членом Союзного и Республиканского комитетов Союза ветеранов Народно-освободительной войны.
Умер 23 сентября 1987 года в Загребе и был похоронен в Чаковце, недалеко от родного Мурско-Средишче.

## Награды
Карло Мразович был награждён многими иностранными и югославскими орденами, в том числе орденом Героя Социалистического труда, орденом Национального освобождения, орденом Югославского флага и др.
20 декабря 1951 года он был награждён орденом Народного героя.
В 1980 году Карло Мразовичу было присвоено звание почётного гражданина Загреба.